# Cúmulo de Leo
El Cúmulo de Leo (Abell 1367) es un cúmulo de galaxias aproximadamente 330 millones de años luz de distancia en la constelación de Leo. Junto con el Cúmulo de Coma, que es uno de los dos grupos principales que componen el Supercúmulo de Coma.

## Galaxias principales

### Catálogo NGC
- NGC 3837
- NGC 3840
- NGC 3841
- NGC 3842
- NGC 3844
- NGC 3845
- NGC 3851
- NGC 3860
- NGC 3861

### Otras galaxias
- UGC 6697
- MCG 3-30-94
- MCG 3-30-98

- Datos: Q2636046
- Multimedia: Leo cluster / Q2636046